# 亞歷山德里夫卡 (奧克尼市鎮)
47°32′40″N 29°32′50″E / 47.54444°N 29.54722°E
亞歷山德里夫卡（烏克蘭語：Олександрівка）是位於烏克蘭西南部的村莊，由敖德萨州波季利斯克区的奧克尼市鎮負責管轄。該村始建於1840年，面積0.69平方公里，海拔高度216米，2001年人口177，人口密度每平方公里256.52人。